# Torino è casa mia
(dalla prefazione)
Torino è casa mia è un saggio dello scrittore torinese Giuseppe Culicchia pubblicata nel 2005.
Il libro dovrebbe essere una guida di Torino, come lascia intendere il suo inserimento nella collana "Contromano". E in effetti si tratta di una descrizione della città ma, pur spiegando i nomi e la storia dei luoghi e illustrando palazzi e monumenti, è scritta con toni essenzialmente narrativi, in modo scanzonato e disinvolto. Con questa prosa "leggera" l'autore compila una serie di "storie", di brevi capitoli a mezza strada fra il saggio e il racconto, che consegnano al lettore una visione ironica, ma anche un po' nostalgica, di Torino e dei suoi abitanti.

## Edizioni
- Giuseppe Culicchia, Torino è casa mia, Roma/Bari, Laterza, 2005, ISBN 88-420-7584-1, ..